# Stacy Schiff
Pour les articles homonymes, voir Schiff.
Stacy Madeleine Schiff, née le 26 octobre 1961, est une ancienne éditrice, essayiste et auteure américaine de biographies.
Elle a remporté le prix Pulitzer en 2000 pour la biographie de Vera Nabokov, l'épouse du romancier russe et américain Vladimir Nabokov.
Stacy Schiff a également écrit plusieurs biographies dont celle de l'aviateur français et auteur Antoine de Saint-Exupéry, l'ancienne reine égyptienne Cléopâtre, et les personnages des sorcières de Salem.

## Biographie
Née dans le Massachusetts, elle poursuit sa scolarité et a obtenu son baccalauréat au sein du Williams College. Elle débute comme assistante éditoriale chez Basic Books, et occupe des postes éditoriaux chez Viking Press et Simon & Schuster, ainsi  au sein de The Paris Review.
Elle est rédactrice en chef chez Simon & Schuster jusqu'en 1990. Ses essais et articles ont été publiés dans The New Yorker, The New York Times, The New York Review of Books, The Times Literary Supplement et The Washington Post . Après avoir quitté Simon & Schuster, elle se consacre à la biographie d'Antoine de Saint-Exupéry, Saint-Exupéry: une biographie. Elle est finaliste du prix Pulitzer pour cet ouvrage.
Stacy Schiff remporte le prix Pulitzer 2000 pour l'ouvrage Vera, une biographie consacrée à Vera Nabokov, épouse et égérie de Vladimir Nabokov. Le livre relate l'influence de Vera Nabokov dans la carrière de son mari.
Paru en 2005, l'ouvrage Une grande improvisation: Franklin, France et la naissance de l'Amérique raconte les années de Benjamin Franklin en tant que diplomate à Paris conduisant une mission qui, selon Stacy Schiff, « aborde la révolution américaine sous un jour nouveau ».
Paru en 2015, l'ouvrage The Witches: Salem 1692 relate essentiellement les neuf mois de procès de Salem. Pour cet essai, elle déclare avoir utilisé des archives, des entretiens universitaires et d'historiens  et des ouvrages dont Records of the Salem Witch-Hunt paru en 2009, un projet d'édition collaboratif dirigé par Bernard Rosenthal, écartant ainsi toute interprétation originale. 
En 2018, le ministère français de la Culture nomme Stacy Schiff chevalier des Arts et des Lettres.

## Œuvres littéraires
- (en) Schiff, Stacy, Saint-Exupéry : A Biography, New York, A.A. Knopf, 1994, 552 p. (ISBN 0-679-40310-8) (Nommé pour le Prix Pulitzer en 1995)
- Schiff, Stacy, Vera (Mrs. Vladimir Nabokov), Pan Books Ltd, 1999 (ISBN 0-330-37674-8)(Prix Pulitzer en 2000) [5]
- Schiff, Stacy, A Great Improvisation : Franklin, France, and the Birth of America, New York, Henry Holt, 2005 (ISBN 0-8050-6633-0)
- (en) Schiff, Stacy, Cleopatra : A Life, New York, Little, Brown and Company, 2010, 368 p. (ISBN 978-0-316-00192-2)
- Schiff, Stacy, The Witches : Salem, 1692, Little, Brown and Company, 2015, 512 p. (ISBN 978-0-316-20061-5, lire en ligne)

Articles
- "The Interactive Truth". New York Times.  15 juin 2005[6].
- "Desperately Seeking Susan". New York Times. 13 octobre 2006[7].
- "Cleopatra's Guide to Good Governance." New York Times, 4 décembre 2010[8]
- "Camp Stories (review of Nathan Englander's What We Talk About When We Talk About Anne Frank)". New York Times Sunday Book Review. 16 février 2012[9].
- "Eternal Flame – 'Country Girl: A Memoir,' by Edna O'Brien". New York Times. May 10, 2013[10].
- "The Witches of Salem". New Yorker. 31 août, 2015[11].

## Prix et distinctions
- Prix Pulitzer 2000, Vera (Mme Vladimir Nabokov) [12]
- Prix du livre George Washington 2006 , "Une grande improvisation" [13]
- Chevalière de l'ordre des Arts et des Lettres (2018)[4]

## Adaptation
Son ouvrage A Great Improvisation: Franklin, France, and the Birth of America est adapté pour la télévision avec la mini-série Franklin (2024) avec Michael Douglas dans le rôle de Benjamin Franklin.